# 尤倫鎮區 (明尼蘇達州克萊縣)
尤倫鎮區（英語：Ulen Township）是位於美國明尼蘇達州克萊縣的一個行政鎮區。

## 地方資料
尤倫鎮區的面積為91.20平方千米，當中陸地面積為91.20平方千米，而水域面積為0.00平方千米。根據2020年美國人口普查的數據，當地共有人口173人，而人口密度為每平方千米1.9人。